# Coleophora mellechella
Coleophora mellechella é uma espécie de mariposa do gênero Coleophora pertencente à família Coleophoridae.